# Pierre-Jakez Hélias
Pierre-Jakez Hélias (geboren 1914; gestorben 1995) war ein französischer Journalist, Schriftsteller, Lyriker, Volkskundler und Sammler bretonischer Märchen, der in bretonischer und französischer Sprache auch in Theater und Radio engagiert war
Hélias schrieb in bretonischer Sprache und ist insbesondere für sein Buch Le cheval d'orgueil : mémoires d'un Breton du pays bigouden (Das Pferd des Stolzes; 1975) bekannt, das ebenso wie sein und  Le quêteur de mémoire. Quarante ans de recherche sur les mythes et la civilisation bretonne (1990) von Jean Malaurie begründeten und herausgegebenen Buchreihe Terre humaine erschien. Außerdem war Hélias Herausgeber eines Bretonisch-französischen, französisch-bretonischen Wörterbuchs (1986). Sein Bestseller Le cheval d'orgueil wurde von Claude Chabrol unter dem Titel Traumpferd (1980) verfilmt und es wurde in viele Sprachen übersetzt. Viele seiner Bücher erschienen im Kunstverlag Jos Le Doaré in Châteaulin (bretonisch Kastellin). Einige seiner Bücher wurden auch ins Deutsche übersetzt.

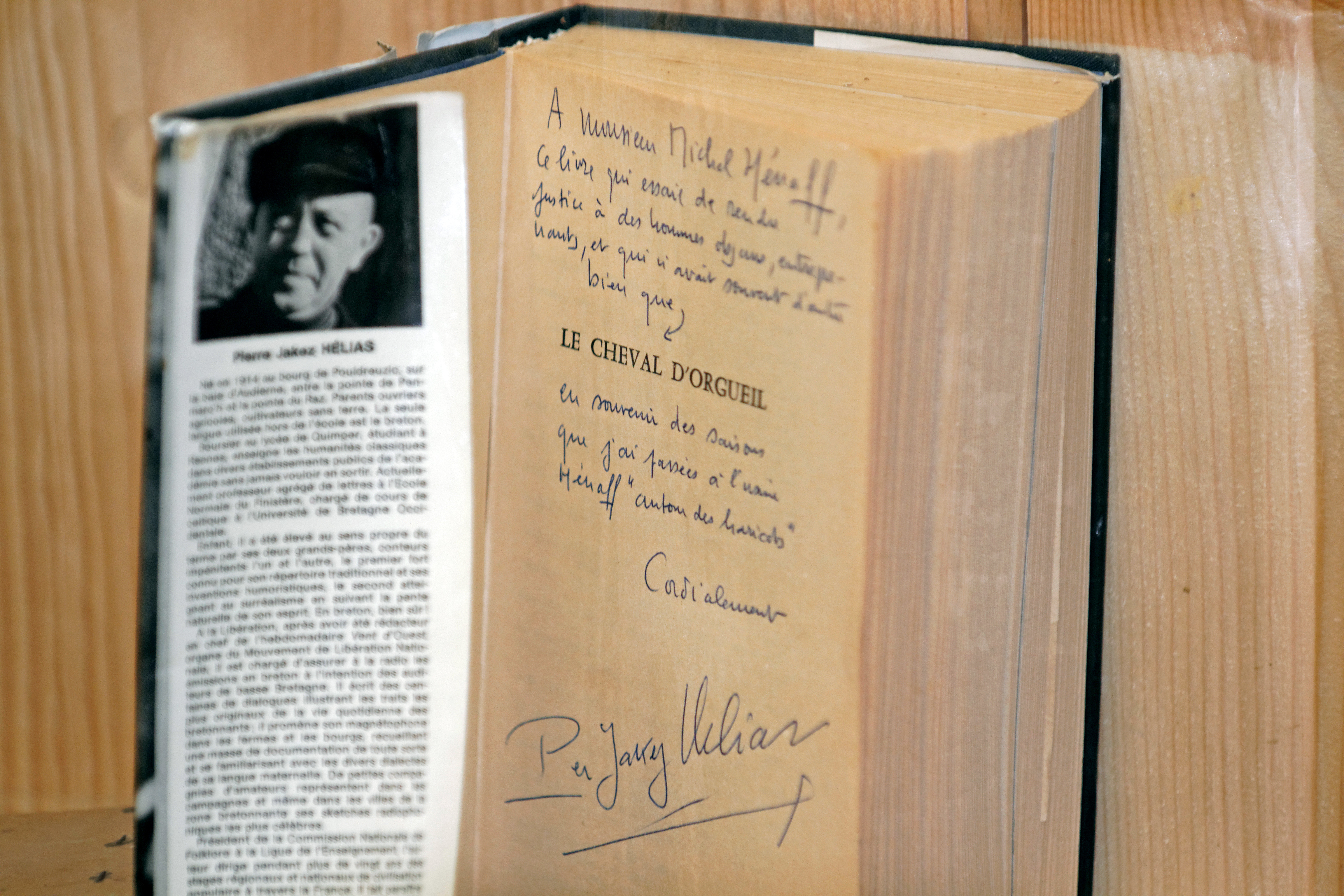
Le Cheval d'orgueil

## Das Pferd des Stolzes
„"Le Cheval d'orgueil" beschreibt das harte Leben einer armen Bauernfamilie kurz nach dem ersten Weltkrieg. Der letzte Teil dieses Werkes mit der Überschrift "Neues Testament" war Anlass einer scharfen Polemik von Xavier Grall (s.u.). Er warf Hélias vor, ein zu nostalgisch gefärbtes Bild der Bretagne zu entwerfen und verfasste unter dem Titel "Le Cheval couché" (Das schlafende Pferd) einen Gegenentwurf“

## Publikationen (Auswahl)
- Dictionnaire breton : breton-français/français-breton / Helias, Per Jakez u. a. [Hrsg.]. Paris : Garnier, 1986, ISBN 	2-7370-0253-2
- Pierre Jakez Hélias: Le Cheval d'orgueil. Mémoires d’un breton du pays bigouden, 1975 (1985) (Terre humaine)
- Pierre Jakez Hélias: Le quêteur de mémoire. Quarante ans de recherche sur les mythes et la civilisation bretonne, 1990 (Terre humaine)
- Bretonische Erzählungen. Châteaulin : Ed. d’Art Jos LeDoaré, 1998, ISBN 2-85543-028-3 (Dieses Büchlein, Bretonische Geschichten, fasst folgende Texte von Pierre Jakaz Hélias, zuvor beim Verlag Jos Le Doaré erschienen, zusammen: 1). Contes du sabot à feu (1961. 2). Contes du Pays Bigouden (1967). 3). Contes de la Chantepleur (1971). Das Bändchen enthält 29 kurze Erzählungen.)
- Contes bretons. Stuttgart : Reclam, 1998
- Meeressagen. Châteaulin : Ed. d’Art Jos Le Doaré, 1996
- Bilder aus der Bretagne. Chateaulin : Kunstverlag LeDoaré, 1982